# 温彻斯特 (肯塔基州)
温彻斯特（英語：Winchester），是美国肯塔基州的一座城市。建立于1792年，面积约为20.5平方公里（7.9平方英里）。根据2010年美国人口普查，该市的人口为18,368人。